# Bongrain Point
Der Bongrain Point (in Chile typographisch inkorrekt Cabo Bongrein, in Argentinien Punta Bongrain und Cabo Barracas) ist eine Landspitze an der Westküste der Pourquoi-Pas-Insel westlich der Fallières-Küste des Grahamlands auf der Antarktischen Halbinsel. Sie bildet die Südseite der Einfahrt zur Dalgliesh Bay.
Eine erste Vermessung nahmen 1936 Teilnehmer der British Graham Land Expedition (1934–1937) unter der Leitung des australischen Polarforschers John Rymill vor. 1948 folgte eine weitere Vermessung durch den Falkland Islands Dependencies Survey. Letzterer benannte die Landspitze nach Maurice Bongrain (1879–1951), stellvertretender Leiter der Fünften Französischen Antarktisexpedition (1908–1910) unter der Leitung des Polarforschers Jean-Baptiste Charcot, bei der die ersten Vermessungen in diesem Gebiet erfolgten. Namensgeber der alternativen argentinischen Benennung ist ein Schiff der Seestreitkräfte Argentiniens im Jahr 1810.